# Гарнье, Катя фон
Катя фон Гарнье — немецкий кинорежиссёр, сценарист, продюсер и монтажёр.

## Биография
В 1989—1994 обучалась в университете телевидения и кинематографии в Мюнхене. Её выпускной фильм «Разгримированный» (1993) был показан в кинотеатрах по всей Германии, и его посмотрели около 1,2 миллиона зрителей, в то время как проект был отвергнут несколькими продюсерами, которые не верили в то, что часовой фильм может иметь коммерческий успех.
В 1997 году фон Гарнье сняла фильм «Бандитки», имевший большой коммерческий успех в Германии. Картина получила гран-при 10-го Международного фестиваля фантастических фильмов в Юбари в феврале 1999 года.
В 2002 году режиссёр переселилась в США, где в 2004-м сняла фильм «Ангелы с железными зубами» о движении за избирательное право для женщин. Следующей картиной фон Гарнье стал вышедший в 2007 году мистический романтический триллер «Кровь и шоколад» о любви между обычным юношей и девушкой-оборотнем.
Замужем за режиссёром Маркусом Голлером, имеет одного ребёнка. В настоящее время они живут в Лос-Анджелесе.

## Фильмография

### Режиссёр
- 1993 — Разгримированный / Abgeschminkt!
- 1997 — Бандитки / Bandits
- 2004 — Ангелы с железными зубами / Iron Jawed Angels
- 2007 — Кровь и шоколад / Blood and Chocolate
- 2013 — Восточный ветер / Ostwind
- 2015 — Вечность и один день / Forever and a Day
- 2015 — Восточный ветер 2 / Ostwind 2

### Сценарист
- 1993 — Разгримированный / Abgeschminkt!
- 1997 — Бандитки / Bandits

### Продюсер
- 1993 — Разгримированный / Abgeschminkt!

### Монтажёр
- 1993 — Разгримированный / Abgeschminkt!

## Награды
- 1993 — Баварская кинопремия в категории «Лучший режиссёр»